# Fazenda
Eine Fazenda [fɐˈzẽdɐ] (portugiesisch fazenda ‚Farm‘) ist in Brasilien heute ein Gehöft, in der Regel ein Großbetrieb mit Viehzucht oder großflächigem Plantagenanbau. Im Spanischen heißt sie Hacienda oder Estancia, im Englischen Ranch.

## Allgemeines
Das Wort fazenda steht im Portugiesischen jedoch nicht nur für ‚Bauernhof‘, ‚Gutshof‘ oder ‚Landgut‘, sondern auch für ‚öffentliches Vermögen‘, ‚Schatzamt‘. Deshalb sind auch Finanzministerien häufig so benannt. Pendant in Iberoamerika ist die Hazienda oder Estancia. In den USA werden größere landwirtschaftliche Anwesen als Farm (englisch farm), in Australien als station bezeichnet. In Portugal selbst wird der Bauernhof portugiesisch quinta genannt.

## Geschichte

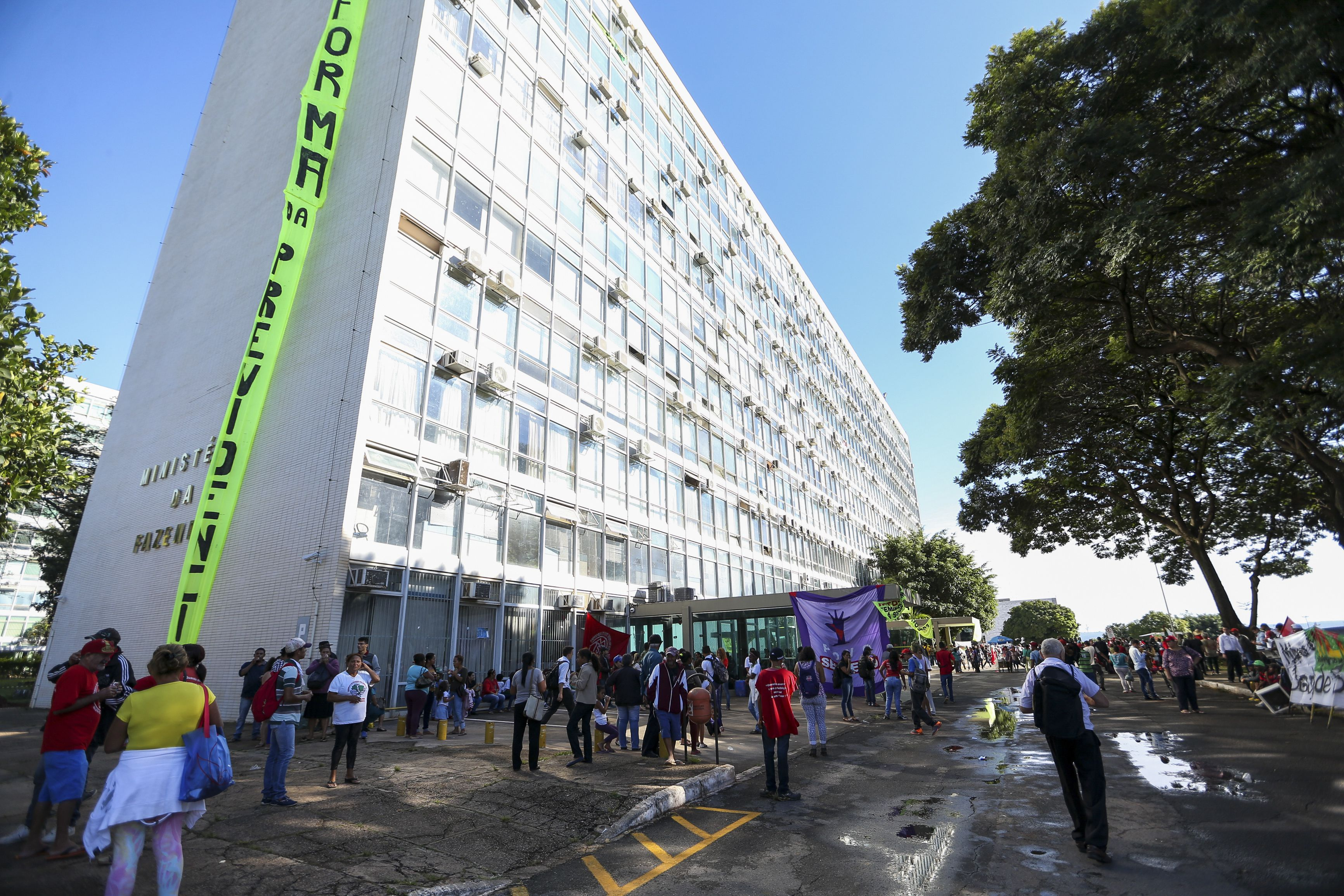
Demonstranten vor dem Ministério da Fazenda am 15. März 2017

Das Wort Fazenda wurde in Portugal bereits im Mittelalter als Bezeichnung für Finanzen oder Vermögen (lateinisch facienda ‚was zu tun ist‘) verwendet. Nach der Entdeckung Brasiliens durch den Portugiesen Pedro Álvares Cabral im April 1500 konzentrierte sich die vorindustrielle Wirtschaft auf die Fazenda, welche die wirtschaftliche, soziale, kulturelle und politische Grundlage Brasiliens bildete. Im Jahre 1591 erfolgte in Lissabon die Gründung eines Conselho da Fazenda, eines obersten Finanzrats, der für alle fiskalischen Belange Portugals und seiner Überseebesitzungen zuständig war.
Die institutionelle Bedeutung der „Fazenda“ geht auf das 1808 erstmals in Brasilien geschaffene ‚Staatssekretariat für Finanzangelegenheiten‘ (portugiesisch Secretaria de Estado dos Negócios da Fazenda) zurück. Wortursprung sind „die Dinge, die zu machen sind“ (portugiesisch fazer). Der erste Präsident Brasiliens, Manuel Deodoro da Fonseca, errichtete 1891 das Ministério da Fazenda, das heutige Finanzministerium.
In der Kolonialzeit bis zum September 1822 wurde der Großgrundbesitz ebenfalls fazenda genannt, die zentrale soziale Institution. Die Agrarflächen mussten weitgehend durch Brandrodung des Primärregenwaldes geschaffen werden. Der Großgrundbesitzer zeichnete für das Funktionieren seines Landbesitzes verantwortlich. Der Paternalismus unterwarf Sklaven als Landarbeiter, wenngleich der Besitzer sich als Landherr (portugiesisch patrão) auch fürsorglich zeigte. Die indigenen und afrikanischen Sklaven litten dennoch unter extrem harten Arbeitsbedingungen, waren schlecht gekleidet und wohnten in engen Sklavenhütten (portugiesisch senzelas); ihre Arbeitszeit von bis zu 16 Stunden täglich wurde von einem Sklavenbeaufsichtiger (portugiesisch feitor) überwacht. Es handelte sich um Lohnarbeit, die vom Landbesitzer überwiegend durch Agrarprodukte bezahlt wurde (Naturalwirtschaft). Das Fazenda-System hatte zur Folge, dass jede Fazenda Autarkie besaß, welche die Existenz ihrer Bewohner sichern konnte.
In der zweiten Hälfte des 20. Jahrhunderts vergab die brasilianische Regierung zur Verbesserung der Fleischversorgung und zur Ausweitung der Fleischexporte große Flächen unerschlossener Naturgebiete an Großgrundbesitzer oder ausländische Investoren, welche Rinderfarmen anlegten. Da für eine extensive Rinderhaltung große Weideflächen benötigt werden, sind bis heute enorm große Flächen tropischer Wälder und Savannen mittels Brandrodung entwaldet worden. Anschließend werden mit Flugzeugen Futtergräser auf den Rodungsflächen ausgesät. Um das Nachwachsen frischer Gräser zu ermöglichen, wird die Brandrodung jährlich wiederholt. Da sich auf diesen Flächen schnell Dornbüsche und giftige Pflanzen ausbreiten, welche die Futtergräser verdrängen, müssen immer wieder neue Flächen erschlossen werden. Schätzungen zufolge ist die Landwirtschaft Brasiliens durch die Umwandlung in Weideflächen am südlichen und östlichen Rand Amazoniens Urheber für ein Drittel der weltweiten Verluste an Regenwaldflächen.
Unter Fernando Collor de Mello wurde das Finanzministerium 1990 in Ministério da Economia, Fazenda e Planejamento umbenannt; 1992 erfolgte die Umbenennung in Ministério de Estado da Fazenda.
Seit den 1990er Jahren wurde die Rinderproduktion intensiviert. Die freien Flächen werden in Ackerbauflächen umgewandelt, insbesondere für die Produktion von Soja.
Neben Brasilien besitzen auch Länder wie Spanien und Chile, in denen das Wort (spanisch hacienda) eine ähnliche Bedeutung hat, das Finanzministerium als Regierungsbehörde, welche die Staatsfinanzen verwaltet.

## Verwendung als Bauernhof
In der Umgangssprache und Wirtschaftssprache wird das Wort „Fazenda“ heute für Bauernhof, Landgut oder Landsitz verwendet. Dabei wird nicht unterschieden, ob es sich um Kleinbauern oder Großgrundbesitzer handelt; sie alle heißen Farmer (portugiesisch fazendeiros). Die Fazenda als Ganzes beinhaltet das Bauernhaus (portugiesisch casa de fazenda), die Scheune (portugiesisch celeiro) und die gesamte landwirtschaftliche Nutzfläche (portugiesisch terras agrícolas). Schwerpunkte der Agrarproduktion sind Viehhaltung, Kaffee- und Kakaoanbau sowie Soja-  und Zuckerrohrplantagen (portugiesisch engenhos). Durch die Fazendas entwickelte sich Brasilien anfangs zu einem Agrarstaat.

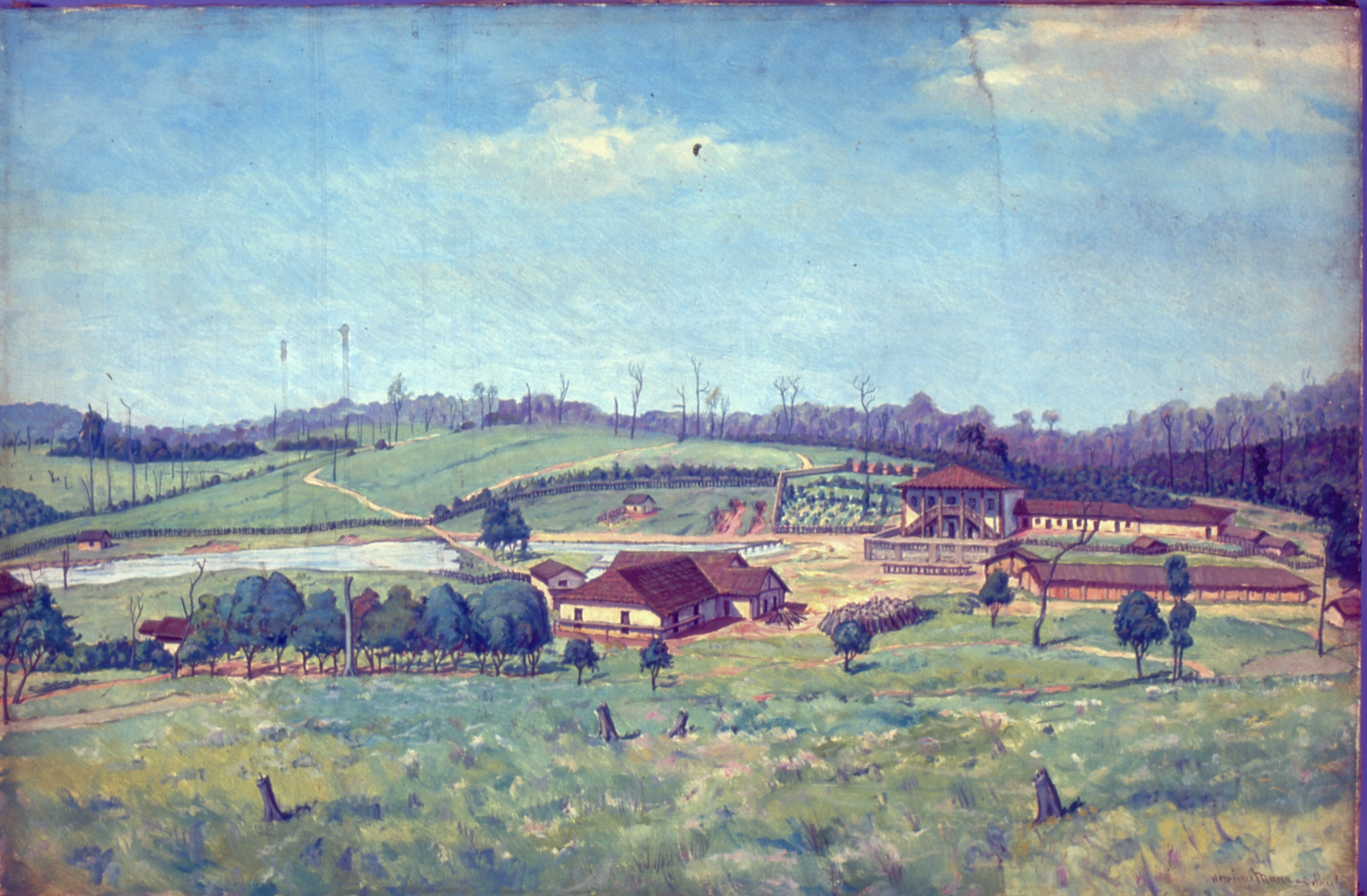
Gemälde Fazenda em Campinas von Henrique Manzo (1840)
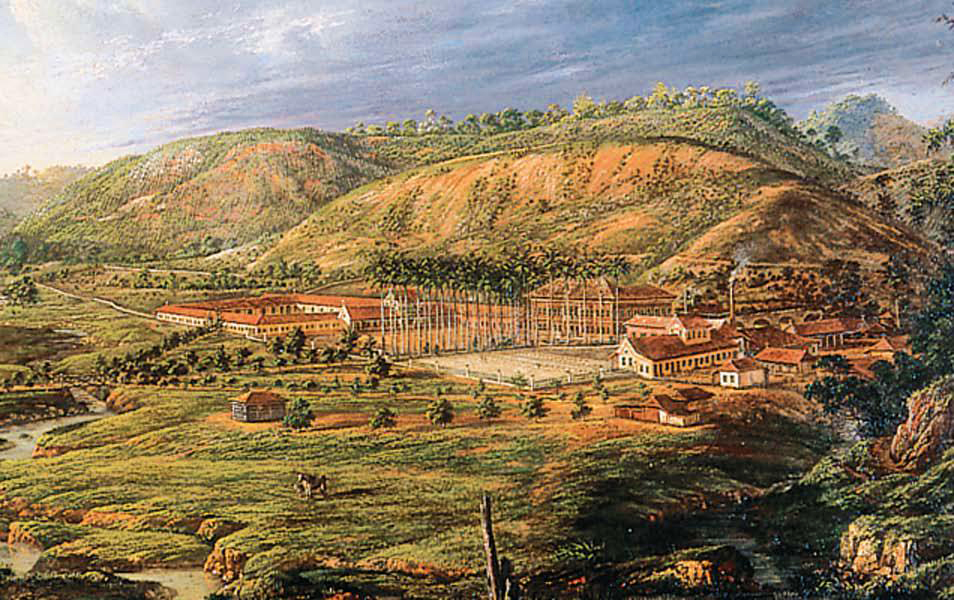
Gemälde Fazenda do Paraízo von Nicola Facchinetti (1853)
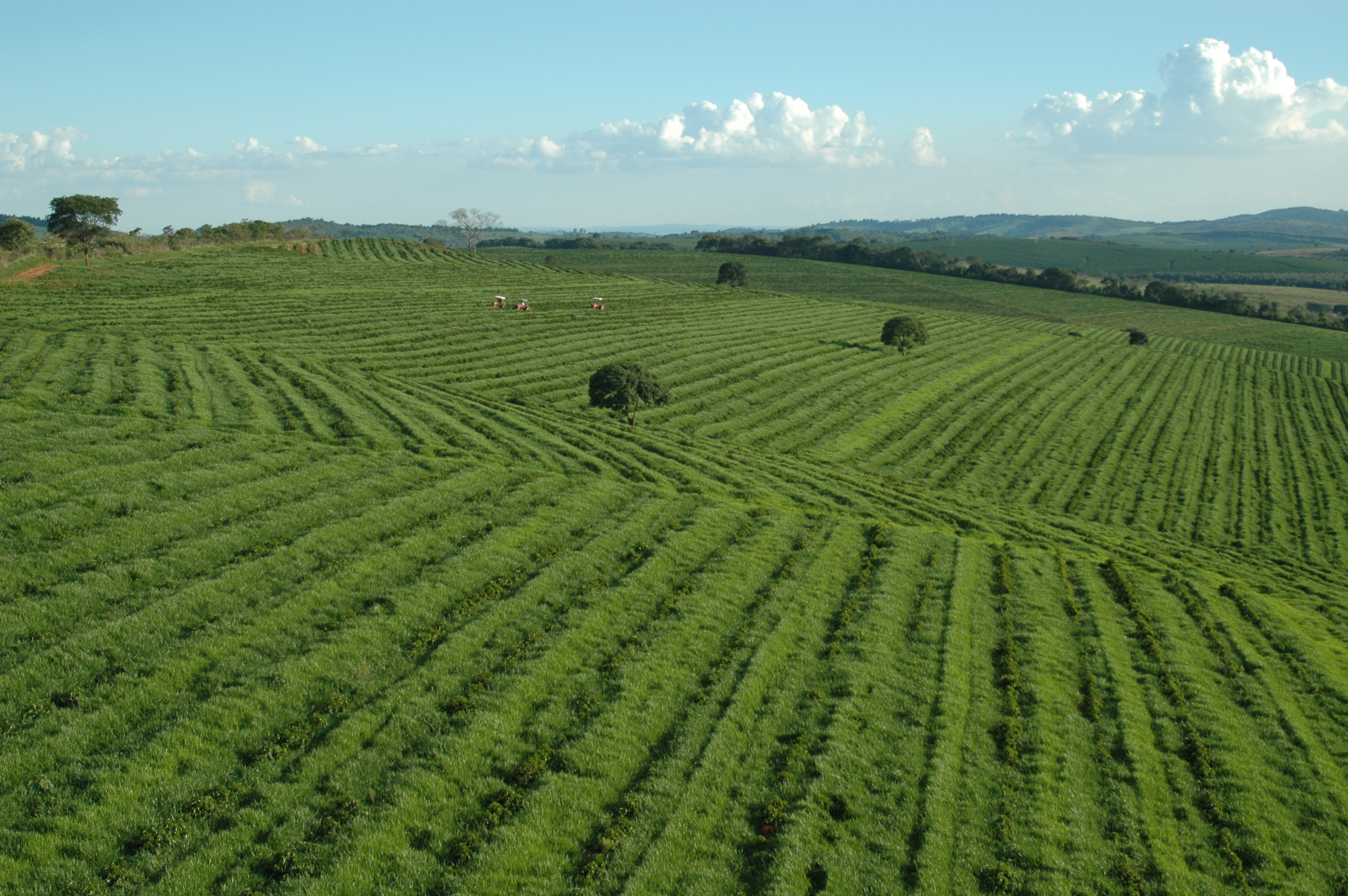
Kaffee-Fazenda Da Lagoa nahe Santo Antônio do Amparo, Minas Gerais
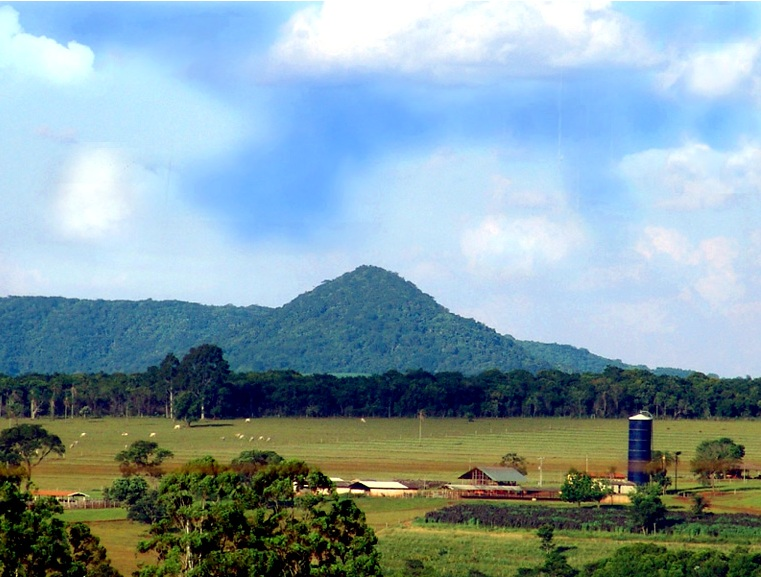
Eine Fazenda im Bundesstaat São Paulo
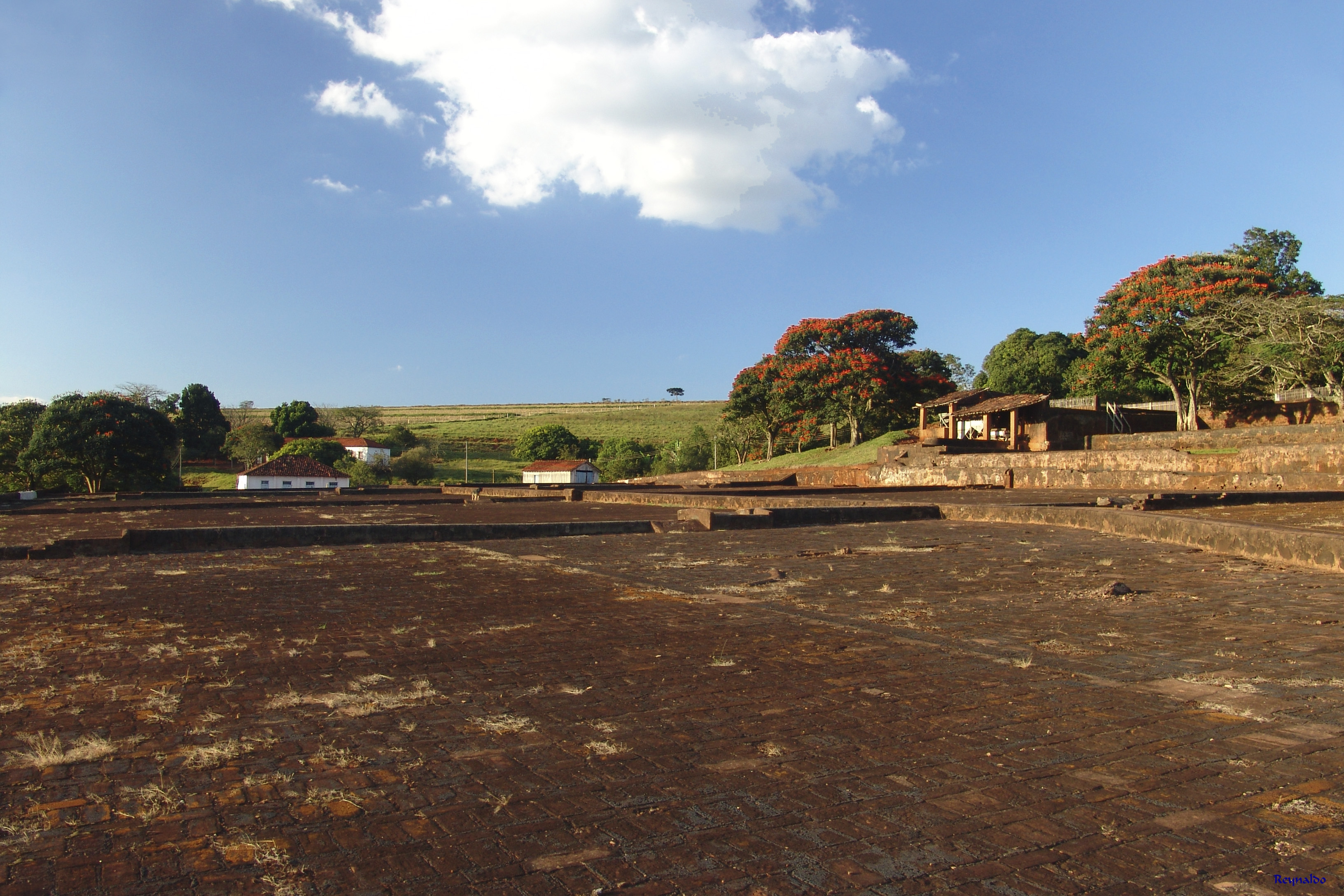
Kaffee-Fazenda, im Vordergrund werden auf Terrassen Kaffeebohnen getrocknet

Außerhalb Brasiliens werden brasilianische Fazendas meist mit Großgrundbesitzern assoziiert. Das ist kein Zufall, denn Brasilien ist das Land mit der weltweit ungerechtesten Landverteilung. Insgesamt sind 4,8 Millionen brasilianische Familien Landlose, während sich 46 % der Staatsfläche in den Händen der 4.000 größten Großgrundbesitzer befindet. Diese verfügen über 85 Millionen Hektar Agrarfläche. 1998 waren 2,8 % der Bauern Großgrundbesitzer mit zusammen 57 % der Agrarfläche, wohingegen 90 % der Bauern sich 22 % der Fläche teilen mussten. Als größte brasilianische Fazenda gilt ein Anwesen mit 510.000 ha (also 5.100 km²; davon 300.000 ha Weideland, 20.000 ha Sojaanbau) und 350.000 Rindern im Bundesstaat Pará.
Beispiel ist der Schriftsteller Monteiro Lobato, der nach dem Jurastudium von seinem Großvater eine Fazenda geerbt hatte und die Farm mit Inventar und Personal übernahm. Bereits 1914 prangerte er in zwei Zeitungsartikeln in der O Estado de São Paulo unter der Überschrift ‚Alte Plage‘ (portugiesisch Velha Praga) die von den Bauern praktizierte Brandrodung an; 1917 verkaufte er die Farm zu Gunsten des Stadtlebens in São Paulo.